# Nenad Stefanović
Nenad Stefanović (in serbo Ненад Стефановић?; Užice, 31 agosto 1985) è un ex cestista e allenatore di pallacanestro serbo che giocava come guardia tiratrice o playmaker.

## Palmarès
- YUBA liga: 1

Partizan Belgrado: 2005-06